# عناصر غذایی سوشی

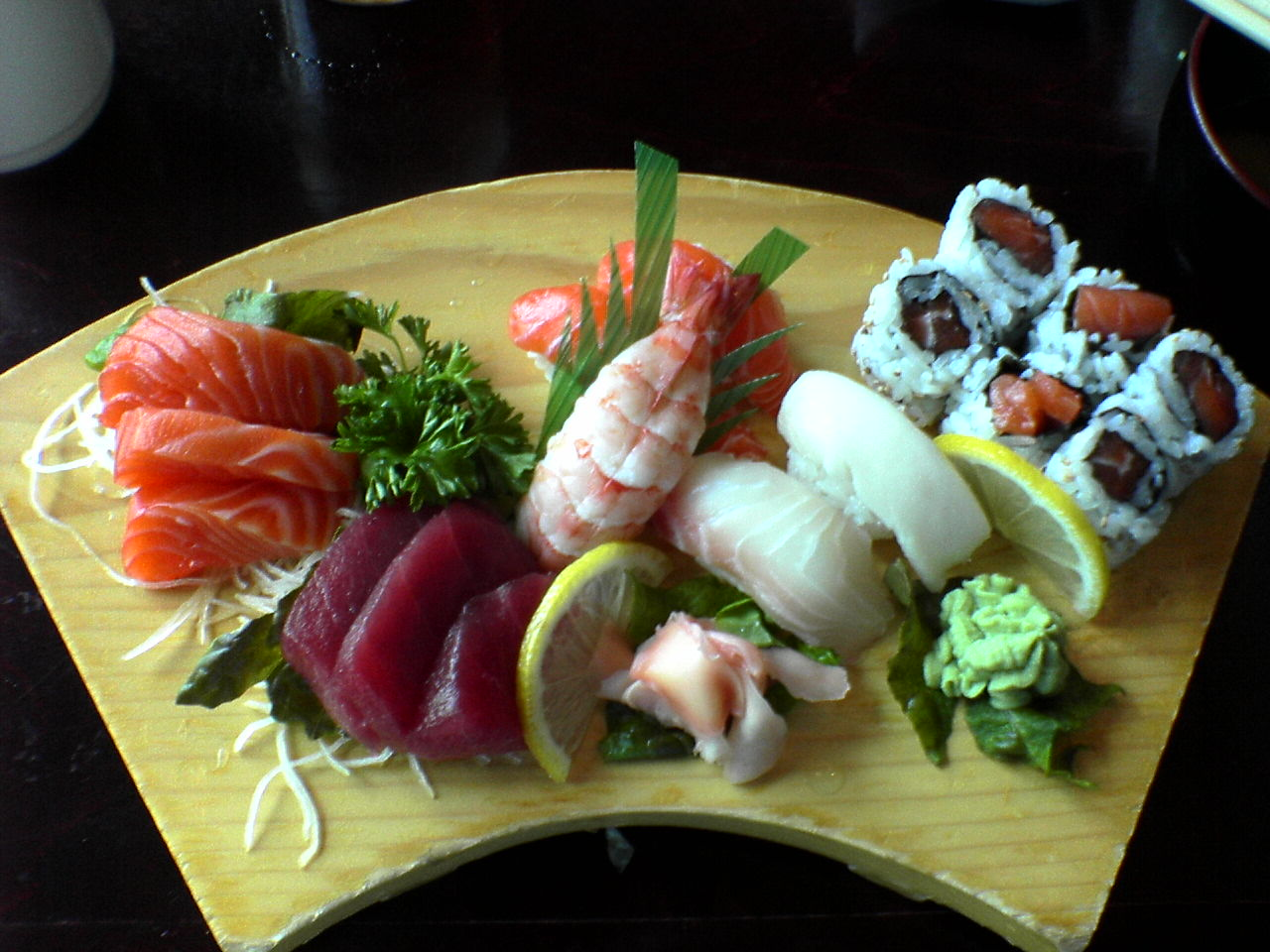
یک ظرف سوشی یا (盛り合わせ) به همراه ساشیمی در طرف چپ ظرف

عناصر غذایی سوشی یا نتا به عناصر غذایی‌ای گفته می‌شود که بر روی برنج سوشی یا در داخل آن قرار می‌گیرد. گوشت ماهی محبوب‌ترین عنصر غذایی برای انواع گوناگون سوشی است. برخی از این عناصر غذایی سنتی و برخی معاصر هستند.

## سبک‌های سوشی

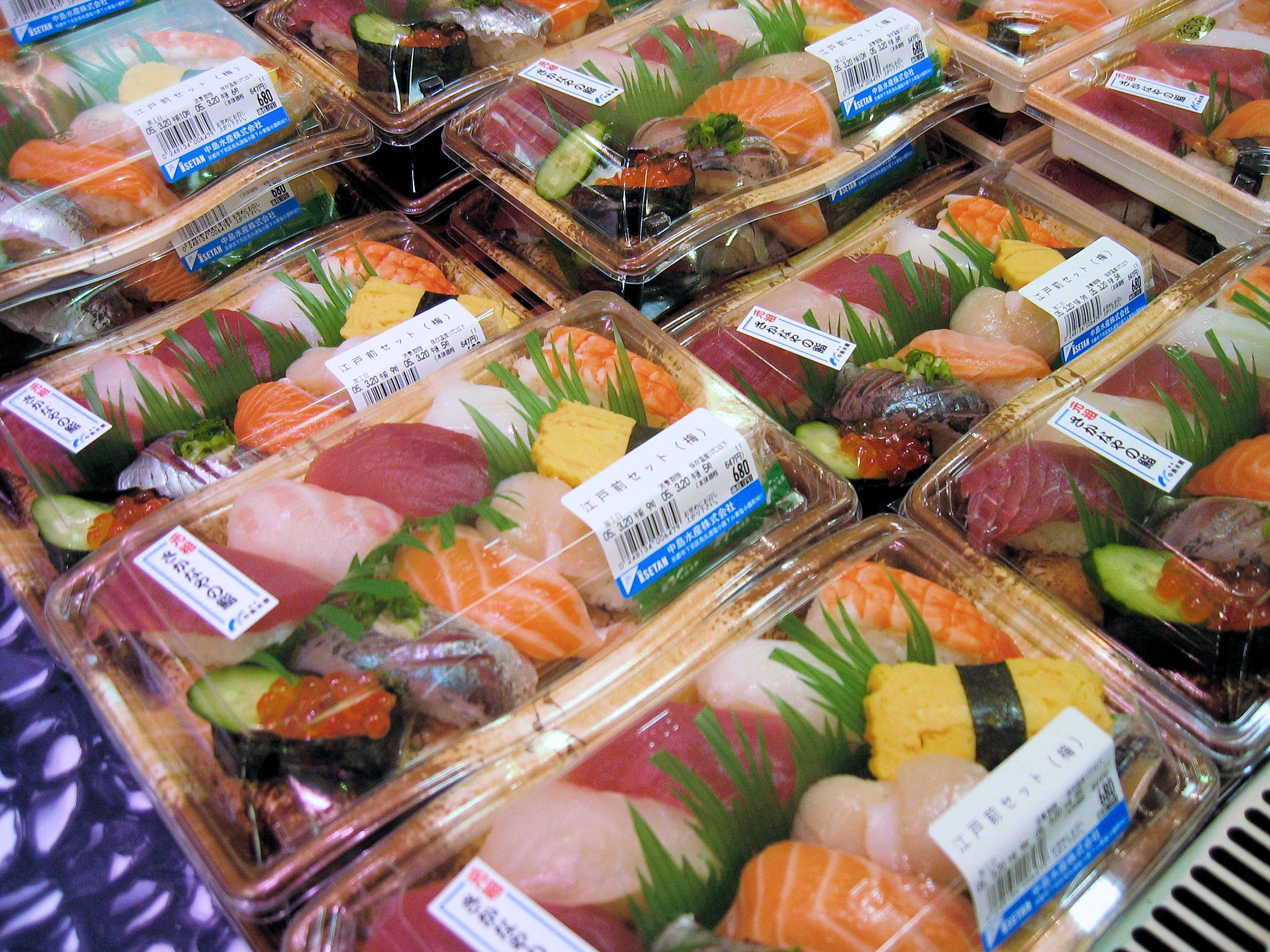
یک بسته نیگیری‌زوشی برای فروش در سوپرها و فروشگاه‌های توکیو

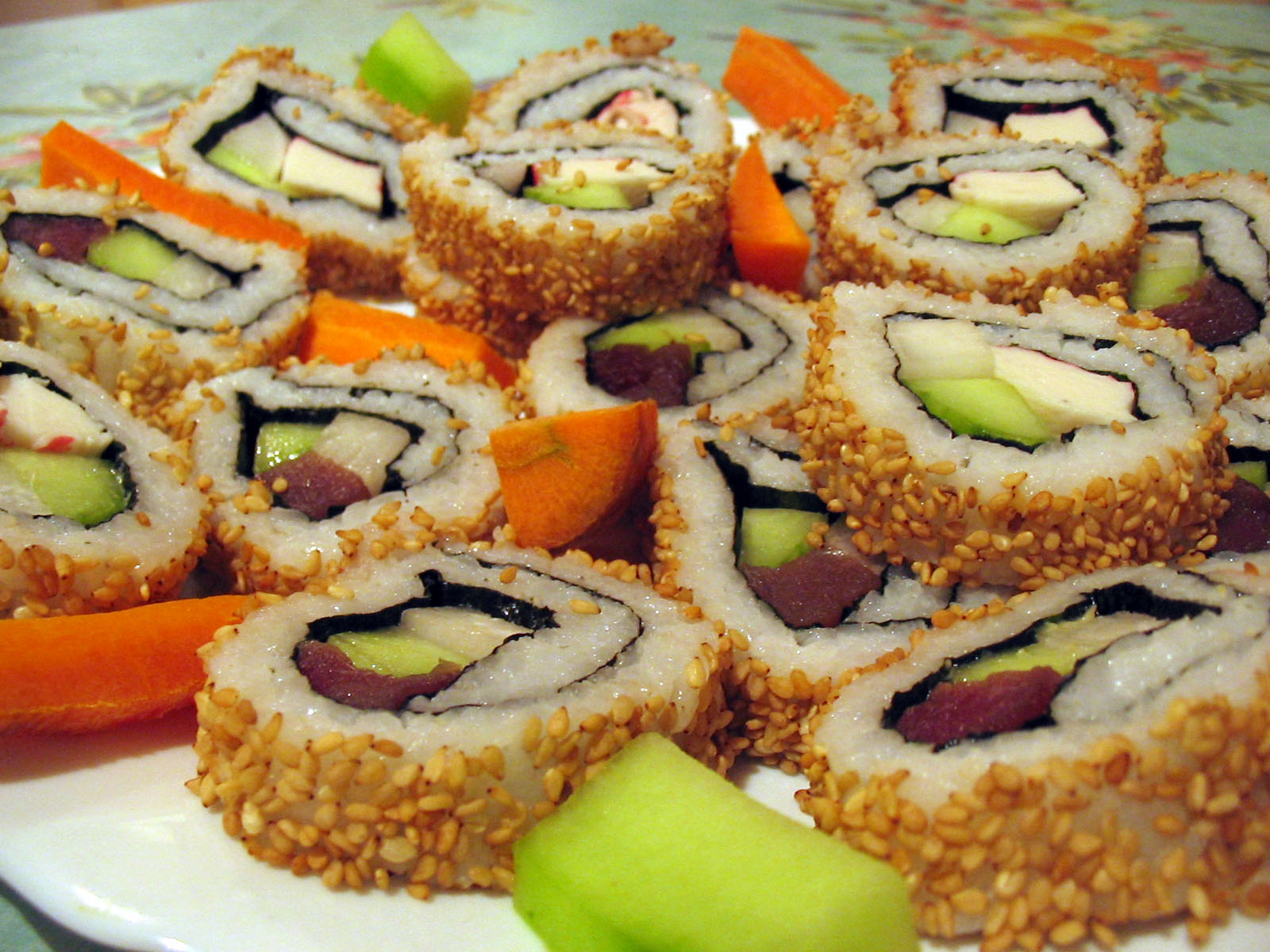
کالیفرنیا رول یکی از انواع معاصر سوشی و از انواع ماکی-زوشی است.

- آبوری‌سوشی (به ژاپنی: 炙り寿司 Aburi sushi) یا (به انگلیسی: roasted sushi) یک نوع نیگیری سوشی است که ماهی بر سر آن نیمه پخته نیمه خام است.
- گونکان‌ماکی (به ژاپنی: 軍艦巻 Gunkan-maki) به معنی رول کشتی جنگی است. جلبک کاغذ مانند نوری به دور سوشی پیچیده شده می‌شود نوری بر سر سوشی حالت دیواره مانندی را به وجود می‌آورد و مانع از افتادن موادی مانند تخم ماهی می‌شود.
- ماکی‌زوشی (به ژاپنی: 巻き寿司 Maki sushi) یا (به انگلیسی: roll) مواد سوشی در داخل برنج به حالت رول در می‌آیند و دور این رول نوری پیچانده می‌شود. از نظر تقیسم بندی ۴ نوع ماکی‌سوشی سنتی و یک نوع ماکی سوشی معاصر وجود دارد.
  - چوماکی (به ژاپنی: 中巻き Chu maki) یا (به انگلیسی: medium roll) اندازه رول در حد متوسط است.
  - فوتوماکی (به ژاپنی: 太巻き Futo maki) یا (به انگلیسی: large or fat roll) قطر رول بزرگ است.
  - هوسوماکی (به ژاپنی: 細巻き Hoso maki) یا (به انگلیسی: thin roll) قطر رول کوچک است و تنها یک ماده ترکیبی در داخل برنج آن جای می‌گیرد.
  - تِه‌ماکی (به ژاپنی: 手巻き Temaki) یا (به انگلیسی: hand roll) شکل سوشی شبیه قیف است.
  - کالیفرنیاماکی (به ژاپنی: Uramaki) یک سبک جدید است. در این سبک سطح بیرونی رول برنج است و بر روی برنج دانه‌های کنجد یا توبیکو چسبیده‌است. این نوع سوشی در آمریکا و جهت آشنا کردن و ترغیب مردم به خوردن سوشی به وجود آمده‌است. در نوع غربی سوشی ممکن است از ماهی خام استفاده نشود.
  - نیگیری‌زوشی (به ژاپنی: 握り寿司 Nigiri sushi) یا (به انگلیسی: hand-formed sushi) یک نوع سوشی است که با دست به آن شکل داده می‌شود. از نظر ظاهری یک توپ بیضوی است که بر روی آن مواد به صورت نازک شده قرار گرفته‌اند.

## مواد پوشاننده
- نوری: جلبک دریایی خشکی است که اغلب برای پوشش ماکی‌زوشی و گونکان‌ماکی استفاده می‌شود.
- کاغذ برنج
- برش نازک خیار
- یوزویاکی تاماگو: برش نازکی از تخم مرغ املت شیرین
- توفو: به صورت آبوراآگه توفو از سویا درست می‌شود.

## تخم‌مرغ‌ها
- نوری‌تاما:تخم‌مرغ شیرینی که به دور آن جلبک دریایی نوری پیچیده شده‌است.
- رول تخم‌مرغ تخم مرغ شیرین شده که گاهی در داخل آن خوراک دریایی مثل ماهی نیز ریخته می‌شود.
- تخم‌مرغ‌های بلدرچین (خام مصرف می‌شود)

## موادغذایی دریایی
تمامی موادغذایی زیر به صورت خام مصرف می‌شوند.

### ماهی‌ها
- آجی (به ژاپنی: 鯵 Aji):گیش‌ماهیان
- آکایاگارا (به ژاپنی: 赤矢柄 Aka-yagara) لب‌لوله‌ماهی
- آناگو (به ژاپنی: 穴子 アナゴ Anago): جزو ماهی‌های ماآناگو
- آنکیمو (به ژاپنی: 鮟肝 Ankimo)
- آیو (ماهی) (به ژاپنی: 鮎 アユ Ayu)
- بوری (به ژاپنی: 鰤 ブリ Buri): نوع بالغ ماهی
  - هاماچی (به ژاپنی: 魬, はまち Hamachi): ماهی جوان بوری، اندازه در حدود ۶۰–۳۵ سانتیمتر
- اِنگاوا (به ژاپنی: 縁側 えんがわ、エンガワ Engawa)
- فوگو (به ژاپنی: 河豚 フグ Fugu):بادکنک‌ماهیان
- جیندارا (به ژاپنی: 銀鱈 ギンダラ Gindara)
- هامو (به ژاپنی: 鱧 ハモ はも Hamo)
- هیکاری‌مونو (به ژاپنی: 光り物 Hikari-mono)
  - همچنین آجی، ایواشی، کونوشیرو، سانما، توبیو
- هیراماسا (به ژاپنی: 平政, 平柾 Hiramasa)
- هیرامه (به ژاپنی: 平目, 鮃 Hirame) پهن‌ماهی
- هوشی‌گاره‌ی (به ژاپنی: 干鰈 Hoshigarei)
- اینادا (به ژاپنی: 鰍 Inada): بوری خیلی جوان
- ایساکی (به ژاپنی: 伊佐木, いさき Isaki)
- ایشی گاره‌ی (به ژاپنی: 石鰈 Ishigarei) پهن‌ماهی
- ایواشی (به ژاپنی: 鰯 Iwashi): ساردین
- کاجیکی (به ژاپنی: 梶木, 舵木, 旗魚 Kajiki):شمشیرماهی
  - ماکاجیکی (به ژاپنی: 真梶木 Makajiki):نیزه‌ماهیان
  - مکاجیکی (به ژاپنی: 目梶木 Mekajiki): شمشیرماهی
- کانپاچی (به ژاپنی: 間八 Kanpachi)
- کاره‌ی (به ژاپنی: 鰈 Karei) پهن‌ماهیان
- کاتسوئو (به ژاپنی: 鰹, かつお Katsuo):هوور مسقطی
- کاواهاگی (به ژاپنی: 皮剥ぎ Kawahagi): تک‌خارماهیان
- کیبینگو (به ژاپنی: 黍魚子 Kibinago)
- کیسو (به ژاپنی: 鱚 Kisu)
- کونوشیرو (به ژاپنی: 鰶 Konoshiro)
  - کوهادا (به ژاپنی: 小鰭 Kohada)
  - شینکو (به ژاپنی: 新子 Shinko):
- ماماکاری (به ژاپنی: 飯借 Mamakari)
- ماسا (به ژاپنی: 鱒 Masu): قزل‌آلا
- موتسو (به ژاپنی: 鯥 Mutsu)
- نیجی‌ماسو (به ژاپنی: 虹鱒 Nijimasu): قزل‌آلای رنگین‌کمان
- نوره‌سوره Noresore: baby Anago
- اوهیو (به ژاپنی: 大鮃 Ohyou)
- اوکوزه (به ژاپنی: 虎魚 Okoze)
- سابا (به ژاپنی: 鯖 Saba): قباد ژاپنی
- ساکه (به ژاپنی: 鮭 Sake, Shake): آزادماهی
- سانما (به ژاپنی: 秋刀魚 Sanma)
- ساوارا (به ژاپنی: 鰆 Sawara)
- سایوری (به ژاپنی: 針魚, 鱵 Sayori): نیم‌منقارماهیان
- شیماآجی (به ژاپنی: しま鯵 Shima-aji)
- شیمه‌سابا (به ژاپنی: 締め鯖, 〆鯖 Shime-saba): قباد ژاپنی
- شیرااوئو (به ژاپنی: 白魚 Shirauo)
- شیرومی (به ژاپنی: 白身 Shiromie)
  - همچنین شیرامه، ایشی‌گاره‌ی، کاره‌ی، شیماآجی
- سوزوکی (به ژاپنی: 鱸 Suzuki):
  - سیگو (به ژاپنی: 鮬 Seigo):به ماهی سوزوکی جوان بین صفر تا دو سال گفته می‌شود.
- تارا (به ژاپنی: 鱈 Tara)
- توبیکو (به ژاپنی: (鰩, 飛魚 Tobiko): تخم ماهی پرنده‌ماهی
- اوناگی (به ژاپنی: 鰻 Unagi): مارماهی مهاجر، اغلب با یک سس شیرین کباب می‌شود.

#### تای

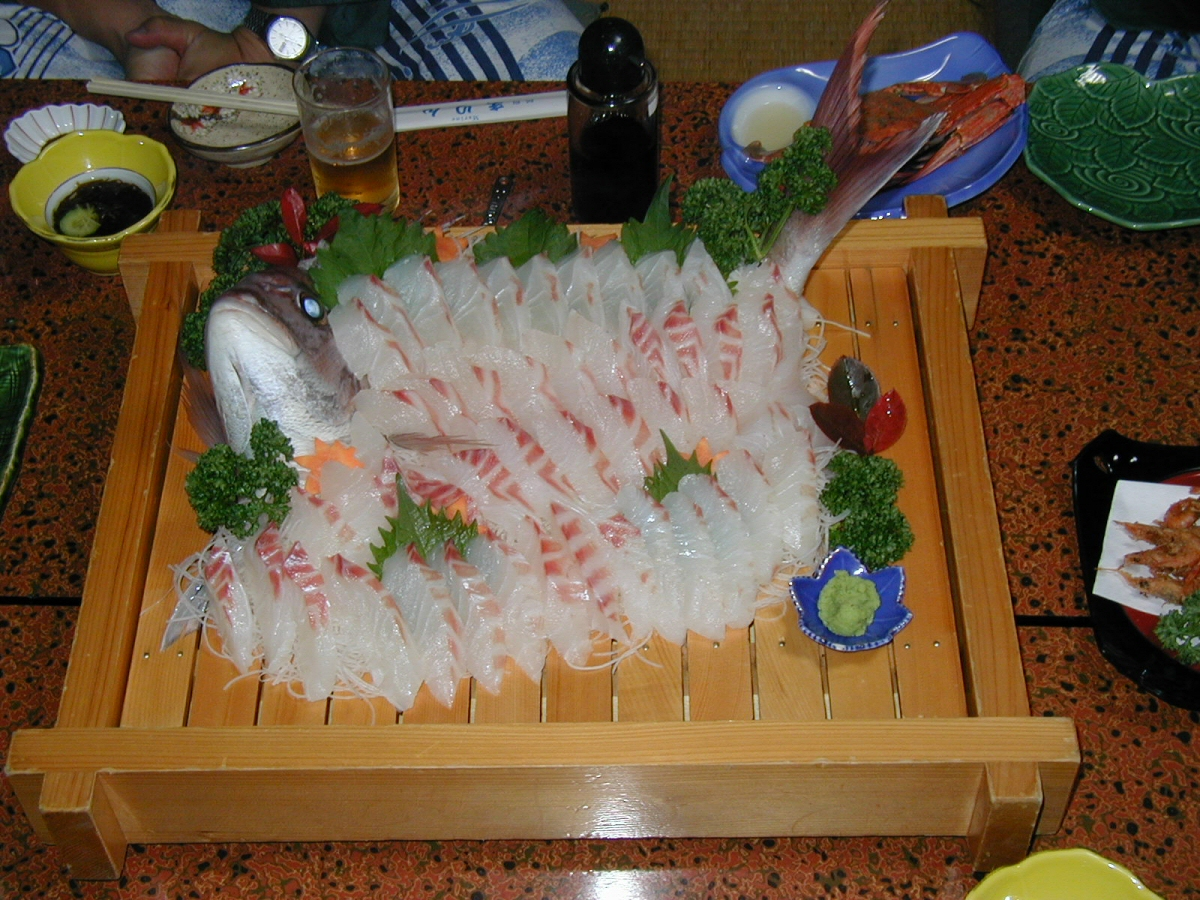
ساشیمی ماهی تای

- تای (به ژاپنی: 鯛 Tai) شانک‌ماهیان
  - مادای (به ژاپنی: 真鯛 Madai)
  - کاسوگو (به ژاپنی: 春子鯛 Kasugo): یک نوع شانک‌ماهی جوان
  - کورودای (به ژاپنی: 黒鯛 Kurodai): سرخوماهیان
  - ایبودای (به ژاپنی: 疣鯛 Ibodai)
  - کین‌مه‌دای (به ژاپنی: 金目鯛 Kimmedai)

#### ماگورو
- ماگورو (به ژاپنی: 鮪 Maguro):از انواع ماهی تن

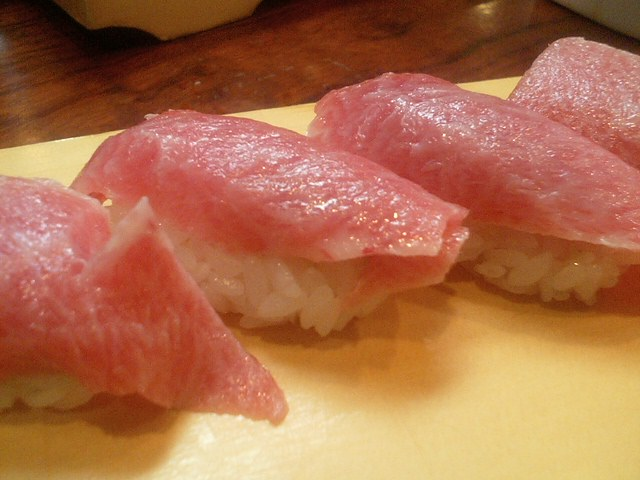
سوشی اوتورو چرب‌ترین قسمت شکم ماهی ماگورو

  - تورو (به ژاپنی: とろ Toro):قسمت چرب شکم ماهی ماگورو
  - نگی‌تورو (به ژاپنی: 葱とろ Negi-toro)
  - آکامی (به ژاپنی: 赤身 Akami): قسمت بالای ماهی ماگورو
  - اوتورو (به ژاپنی: 大とろ Ōtoro) چرب‌ترین قسمت شکم ماهی ماگورو
  - چوتورو (به ژاپنی: 中とろ Chūtoro): شکم ماهی ماگورو
  - کیهادا (به ژاپنی: 木肌鮪, 黄肌鮪, きはだ Kihada): گیدر
  - میجی (ماگورو) (به ژاپنی: メジ鮪 Meji maguro)
  - شیروماگورو (به ژاپنی: 白鮪 Shiro maguro):ماگوروی سفید یا تن ماهی سفید

### صدف‌ها،میگوها،سرپایانو غیره
صدف‌ها
- هوتاته (به ژاپنی: 帆立貝, 海扇 Hotaegai, Hotate): گوش‌ماهی
- آکاگای (به ژاپنی: 赤貝 Akagai)
- آماابی (به ژاپنی: 甘海老 Ama-ebi)
- آئویاگی (به ژاپنی: 青柳 Aoyagi):صدف دوکفه‌ای
- آوابی (به ژاپنی: 鮑 Awabi): گوش دریا
- صدف حلزونی (به انگلیسی: Conch)
- خرچنگ دانگینس (به انگلیسی: Dungeness crab)
- ابی (به ژاپنی: 海老 Ebi):میگو
  - همچنین آماابی، ایسه‌ابی، کوراماابی، شیباابی
- هاماگوری (به ژاپنی: 蛤 Hamaguri): صدف دوکفه‌ای
- هیمه‌جاکو (به ژاپنی: Himejako): حلزون غول‌پیکر
- هیمو (به ژاپنی: 紐 Himo)
- هوکی (به ژاپنی: ホッキ貝, 北寄貝 Hokkigai, Hokki)
- ایسه‌ابی (به ژاپنی: 伊勢海老 Ise-ebi)
- کای‌باشیرا (به ژاپنی: 貝柱 Kaibashira): دوکفه‌ای‌ها گوش‌ماهی
- کانی (به ژاپنی: 蟹 Kani): خرچنگ
- کاکی (به ژاپنی: 貝 Kaki): صدف خوراکی
- کوروماابی (به ژاپنی: 車海老 Kuruma-ebi)
- ماته‌گای (به ژاپنی: マテ貝 Mategai)
- ماتسوباگانی (به ژاپنی: 松葉蟹 Matsubagani)
- میروگای (به ژاپنی: 海松貝 Mirugai)
- سازائه (به ژاپنی: 栄螺, さざえ Sazae)
- شاکو (به ژاپنی: 蝦蛄 Shako): میگوی آخوندکی
- شیباابی (به ژاپنی: 芝海老 Shiba ebi)
- تاراباگانی (به ژاپنی: 鱈場蟹 Tarabagani): خرچنگ شاهی
- تایراگای (به ژاپنی: Tairagai):صدف دوکفه‌ای
- توری‌گای (به ژاپنی: 鳥貝 Torigai)
- تسوبوگای (به ژاپنی: 螺貝, ツブガイ Tsubugai)

سرپایان
- ماهی مرکب (به ژاپنی: 烏賊, いか Ika): ماهی مرکب
- نی‌ایکا (به ژاپنی: 煮烏賊, にいか Ni-ika) :یک نوع ماهی مرکب
- تاکو (به ژاپنی: 蛸, たこ Tako):هشت‌پا

مواد دیگر
- هویا (به ژاپنی: 海鞘, ホヤ Hoya): آناناس دریایی
- کوراگه (به ژاپنی: 水母, 海月 Kurage)
- نهنگ یا کوجیرا (به ژاپنی: 鯨, くじら, クジラ Kujira)
- ناماکو (به ژاپنی: 海鼠, なまこ Namako)
- ساکورانیکو (به ژاپنی: 桜肉 Sakuraniku):گوشت اسب
- اونی (به ژاپنی: 雲丹, 海胆 Uni): توتیای دریایی به رنگ‌های متفاوت[۱]

### تخم ماهیان

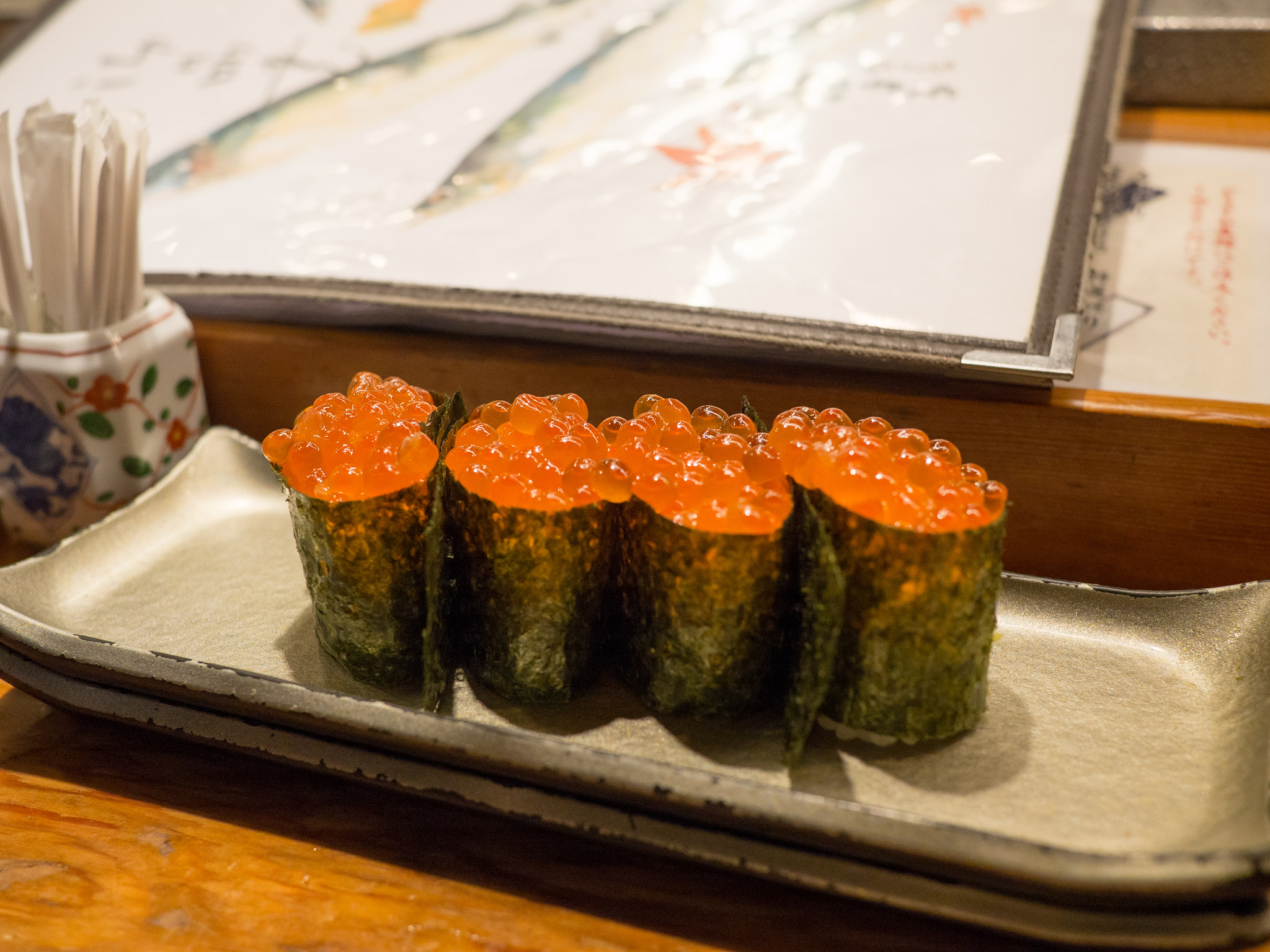
ایکورا

- ایکورا (به ژاپنی: イクラ Ikura) :تخم ماهی آزادماهی یا ساکه
- کازونوکو (به ژاپنی: 数の子, 鯑 Kazunoko): تخم شاه‌ماهی
- ماساگو (به ژاپنی: まさご Masago): تخم اسملت
- منتایکو (به ژاپنی: 明太子 Mentaiko): تخم زغال‌ماهی
- تاراکو (به ژاپنی: 鱈子 たらこ, Tarako): تخم آلاسکا پولوک
- توبیکو (به ژاپنی: 飛子 Tobiko): تخم پرنده‌ماهی

### جلبک‌های دریایی
- کونبو
- توروروکونبو: کونبوی خشک شده‌ای که به صورت رشته‌ای نازک درآمده‌است.
- واکامه

## سبزیجات
- مارچوبه
- آووکادو
- هویج: هویج برش نازک
- زنجبیل: بیشتر به صورت شور بکار می‌رود: بنی‌شوگا و گاری (ترشی)
- گوبو: ریشهٔ باباآدم
- کایواره: دایکون تربچه جوانهٔ خوراکی
- کانپیو (به ژاپنی: 乾瓢, 干瓢): میوهٔ کالاباش خشک شده و به صورت نوار در می‌آید.
- خیار: (کاپّاماکی یک نوع ماکی‌زوشی است که در آن خیار بکار می‌رود و نام آن از (کاپا (فرهنگ توده)) یا جن آب که به خیار خیلی علاقه دارد گرفته شده‌است.
- کون‌نیاکو
- ناتو (غذا): از فراورده‌های سویا
- تاکوآن: شور تهیه شده از کلم دایکون
- توفو: فراوردهٔ سویا
- تسوکه‌مونو: انواع شورها و ترشیجات سبزیجات
- اومه‌بوشی: شور میوهٔ آلو
- واسابی(به ژاپنی: 山葵, わさび): ترب کوهی ژاپنی طعم آن بسیار تند است.
- یام
- یوبا: پوست سویا